# Lacy Rose
Lacy Rose (née le 4 mars 1969 à Laguna Beach, en Californie) est une actrice pornographique américaine qui est apparue dans plus de 150 films entre 1992 et 1997.

## Prix
- 1994 XRCO Award – Unsung Siren[1]
- 1994 AVN Award - Meilleure Scène de Sexe de Groupe, pour le film  New Wave Hookers 3[2]
- 1995 AVN Award - Meilleure Scène de Sexe de Groupe, Vidéo – Pussyman 5

## Filmographie partielle
- Sorority Sex Kittens 1 (1992)
- Between The Cheeks 3 (1993)
- Bottom Dweller (1993)
- Big Knockers 5 (1994)
- More Dirty Debutantes 29 (1994)
- Rear Ended Roommates (1997)
- Cum In My Mouth, Not In My Ass (1998)